# 正法寺 (埼玉県越生町)
正法寺（しょうぼうじ）は、埼玉県入間郡越生町にある臨済宗建長寺派の寺院。

## 歴史
鎌倉時代に開山された。その後、室町時代初期に足利尊氏によって中興された。鎌倉の建長寺の末寺であり、建長寺の高僧の隠居寺であった。境内には、これらの高僧のものと推測される「入定塔」もある。
1884年（明治17年）の火災で焼失した。その後本堂を再建した際に、多数の板碑の破片が出土している。

## 交通アクセス
- 越生駅より徒歩19分。